# Lithodora prostrata
Lithodora prostrata é uma espécie de planta com flor pertencente à família Boraginaceae. 
A autoridade científica da espécie é (Loisel.) Griseb., tendo sido publicada em Spic. Fl. Rumel. 2(4): 85. 1844.

## Portugal
Trata-se de uma espécie presente no território português, nomeadamente os seguintes táxones infraespecíficos:
- Lithodora prostrata subsp. lusitanica - presente em Portugal Continental. Em termos de naturalidade é endémica da Península Ibérica. Não se encontra protegida por legislação portuguesa ou da Comunidade Europeia.
- Lithodora prostrata subsp. prostrata - presente em Portugal Continental. Em termos de naturalidade é nativa da região atrás referida. Não se encontra protegida por legislação portuguesa ou da Comunidade Europeia.